# Victor Baltard
Victor Baltard (19. června 1805 v Paříži - 13. ledna 1874 tamtéž) byl francouzský architekt, který působil v Paříži za Druhého císařství. Jeho otcem byl Louis-Pierre Baltard, rovněž architekt.

## Životopis
V roce 1833 vyhrál Římskou cenu připravenou na École des Beaux-Arts v Paříži. Od roku 1834 do roku 1838 pobýval v Římě ve Ville Medici. Académie de France v Římě tehdy vedl Dominique Ingres. V roce 1849 se stal architektem města Paříže. Byl zde také diecézním architektem arcibiskupského paláce a hlavního semináře, ale toto místo mu bylo v roce 1854 odebráno, protože vedení bohoslužeb se domnívalo, že svému dílu přikládá příliš malý význam.
Proslavil se zejména stavbou pařížské tržnice, kterou vytvořil v letech 1852-1872. Ta byla zbořena v letech 1972-1973 s výjimkou jednoho pavilonu (Pavillon Baltard), který byl zařazen mezi historické památky a byl přenesen do Nogent-sur-Marne.
Dne 9. února 1863 byl zvolen do 4. křesla Akademie výtvarných umění.
Historická knihovna města Paříže spravuje fond Victora Baltarda sestávající ze souboru 26 původních plánů pro pařížskou tržnici, včetně celkových projektů a podrobností o provedení pro rozšíření tržnice v letech 1844-1853. Pozůstalost jeho agentury a jeho otce, které věnovali státu jeho dědicové, spravuje Národní archiv ve Fontainebleau.
Baltard zemřel 13. ledna 1874 v domě č. 10 rue Garancière.

## Významné realizace

### Stavby
- Hrobka skladatele Louise Jamese Alfreda Lefébure-Wélyho (1817-1869) na hřbitově Père-Lachaise
- 12 pavilonů Halles de Paris (1852-1872)
- Tržnice hovězího masa v jatkách La Villette
- Halle Secrétan
- Marché de la Chapelle
- kostel svatého Augustina v Paříži (1860-1871)
- Fasáda kostela Notre-Dame des Blancs-Manteaux přenesená z kostela Saint-Éloi-des-Barnabites na ostrově Cité zbořený během Haussmannovy přestavby
- Hrobka Françoise Chaussiera na hřbitově Père-Lachaise
- Hrobka Jeana Ingrese na hřbitově Père-Lachaise
- Hrobka Hippolyta Flandrina na hřbitově Père-Lachaise
- Hrobka skladatele Louise Jamese Alfreda Lefébure-Wely na hřbitově Père-Lachaise
- Hrobka právníka Léona Louise Rostanda na hřbitově Montmartre

### Restaurování
- Kostel Saint-Germain-l'Auxerrois, ve spolupráci s Jeanem Baptistem Lassusem (1838-1855)
- Kostel Saint-Eustache (1844)
- Kostel Saint-Étienne-du-Mont: stavební práce na kapli Katechismů a restaurování fasády (1861-1868)
- Kostel Saint-Germain-des-Prés
- Kostel Saint-Séverin
- Kostel Saint-Paul-Saint-Louis: především přestavba kůru a oprava fasády